# サン・ジャン・シュール・リシュリュー
サン・ジャン・シュール・リシュリュー（フランス語: Saint-Jean-sur-Richelieu）は、カナダのケベック州・モンテレジー地域にあるリシュリュー川の両岸に開けた都市。モントリオールからおよそ40 km南に位置しているが、モントリオール大都市圏には属していない。人口は2019年時点で9万8036人とされている。

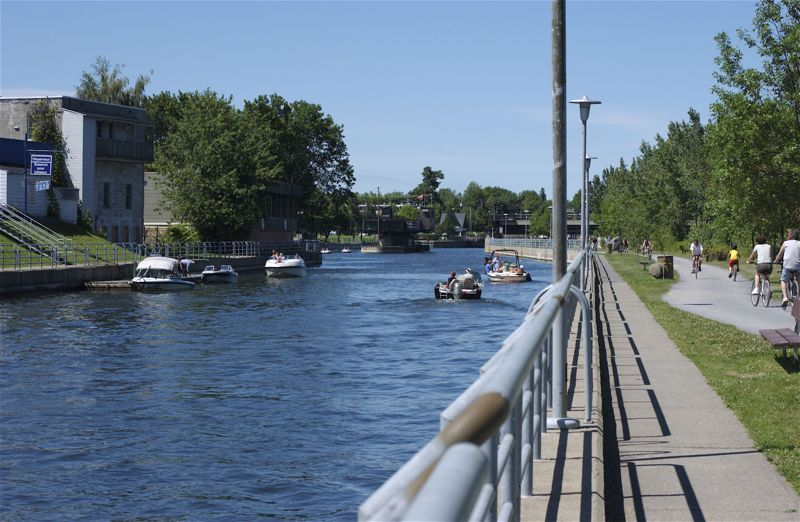
シャンブリ運河

## 概要
19世紀には交通の要所として発展し、1836年に最初の鉄道路線が開通。2001年に旧サン・ジャン・シュール・リシュリュー（Saint-Jean-sur-Richelieu）、サン＝リュック（Saint-Luc）、イベルヴィル（Iberville）、サン＝タタナーズ（Saint-Athanase）、ラカディ（L'Acadie）の5自治体が合併し現在のサン・ジャン・シュール・リシュリューが成立した。市内には総延長20 kmのシャンブリ運河があり、冬季はスケートリンクとなる。毎年国際熱気球祭（フランス語: Festival International des Montgolfières）が開かれる。

## 人口動態
| 母語話者（サン・ジャン・シュール・リシュリュー）2016 | 母語話者（サン・ジャン・シュール・リシュリュー）2016 | 母語話者（サン・ジャン・シュール・リシュリュー）2016 | 母語話者（サン・ジャン・シュール・リシュリュー）2016 | 母語話者（サン・ジャン・シュール・リシュリュー）2016 |
| ---------------------------------------------------- | ---------------------------------------------------- | ---------------------------------------------------- | ---------------------------------------------------- | ---------------------------------------------------- |
|                                                      |                                                      |                                                      |                                                      |                                                      |
| フランス語                                           | フランス語                                           |                                                      | 93.08%                                               | 93.08%                                               |
| 英語                                                 | 英語                                                 |                                                      | 2.43%                                                | 2.43%                                                |
| その他                                               | その他                                               |                                                      | 2.08%                                                | 2.08%                                                |

2016年のセンサス（国勢調査）によると人口は92,394人。母語の割合はフランス語が93.08%と大半を占め、英語は2.43%、その他の言語が2.08%となっている。住民のほとんど（93.3%）が白人となっているが、先住民も4.3%を占めている。

## 交通
鉄道交通の要所であったが、市内のサンジャン＝ディベルヴィル駅は1976年に廃止され、カナダ国定史跡に指定されている。モントリオールまで近郊列車の運行計画がある。

## 出身者
- ジャン・ベリヴォー - レーシングドライバー